# Filipp Gierasimow
Filipp Filippowicz Gierasimow (ros. Филипп Филиппович Герасимов, ur. 19 grudnia 1921 we wsi Klujewo w obwodzie pskowskim, zm. 4 listopada 1991 w Petersburgu) – radziecki lotnik morski, Bohater Związku Radzieckiego (1942).

## Życiorys
Urodził się w rodzinie chłopskiej. Uczył się w szkole zawodowej w Leningradzie, później pracował jako tokarz w fabryce, uczył się w aeroklubie. Od września 1939 służył w radzieckiej Marynarce Wojennej, w 1941 ukończył wojskowo-morską szkołę lotniczą im. Stalina w Jejsku, od czerwca 1941 w stopniu sierżanta służył we Flocie Czarnomorskiej jako pilot 93 samodzielnej eskadry, a od sierpnia 1941 91 samodzielnej eskadry. Od lipca 1941 uczestniczył w walkach wojny z Niemcami w rejonie Morza Czarnego, atakując wojska i technikę wroga, w styczniu 1942 został ranny. Od marca 1942 dowodził kluczem w 8 pułku lotnictwa myśliwskiego, potem 6 gwardyjskiego pułku lotnictwa myśliwskiego Sił Powietrznych Floty Czarnomorskiej w stopniu porucznika. Do 25 maja 1942 wykonał 238 lotów bojowych samolotem szturmowym, stoczył 26 walk powietrznych i strącił osobiście 1 i w grupie 2 samoloty wroga. 26 czerwca 1942 otrzymał stopień starszego porucznika. Pod koniec listopada 1942 został zestrzelony, zdołał wyskoczyć na spadochronie, wpadając do morza, jednak został uratowany. Później długo chorował w wyniku wyziębienia organizmu, po wyleczeniu 25 marca 1943 został dowódcą klucza 25 pułku lotnictwa myśliwskiego Sił Powietrznych Floty Czarnomorskiej. 10 lipca 1943 „za niezdyscyplinowanie i pijaństwo” został zdegradowany do stopnia szeregowca. Później brał udział m.in. w walkach o Noworosyjsk. 21 września 1944 w walkach w rejonie Tallinna zestrzelił trzy samoloty wroga, jednak jego samolot został zniszczony. 8 maja 1945 na Łotwie odniósł swoje ostatnie zwycięstwo, zestrzeliwując dwa samoloty wroga. Łącznie w czasie wojny wykonał 385 lotów bojowych i stoczył 44 walki powietrzne, w których strącił osobiście 6 i w grupie 4 samoloty wroga. Sześciokrotnie palił się w powietrzu i tonął, a trzy razy uznawano go za poległego. 
Po wojnie nadal służył w lotnictwie morskim, jednak 4 kwietnia 1946 sąd wojskowy Floty Bałtyckiej skazał go „za obrażanie podległego naczelnika” na 5 lat pozbawienia wolności, wydalenie ze służby i pozbawienie odznaczeń. Karę odbywał w Workucie. W listopadzie 1950 został zwolniony i wrócił do Leningradu, gdzie pracował w brygadzie konstrukcyjnej. W 1951 kara uległa zatarciu. 30 września 1965 przywrócono mu wszystkie odznaczenia.

## Odznaczenia
- Złota Gwiazda Bohatera Związku Radzieckiego (14 czerwca 1942)[1]
- Order Lenina (14 czerwca 1942)
- Order Czerwonego Sztandaru (czterokrotnie, 8 grudnia 1941, 18 lutego 1942, 7 sierpnia 1944 i 23 maja 1945)
- Order Wojny Ojczyźnianej I klasy (11 marca 1985)

I medale.